# The Best of British
The Best of British – dwudziesty czwarty długogrający album studyjny Perry’ego Como wydany w 1977 roku przez RCA Victor tylko w Wielkiej Brytanii i Kanadzie. Podobny amerykański album Como, Where You’re Concerned, został wydany w Stanach Zjednoczonych w 1978 roku; oba albumy zawierają siedem tych samych utworów.

## Lista utworów

### Strona pierwsza
1. „My Kind of Girl” +
2. „Greensleeves” +
3. „Michelle”
4. „A Nightingale Sang in Berkeley Square”
5. „Someday I'll Find You” +
6. „Where You're Concerned” +

### Strona druga
1. „There's a Kind of Hush” +
2. „Where is Love?”
3. „The Other Man's Grass is Always Greener”
4. „Smile”
5. „The Very Thought of You”
6. „We'll Meet Again” +
7. „Girl You Make It Happen” +

+ Utwory, które ukazały się również na albumie Where You’re Concerned z 1978 roku.